# Sloan (Iowa)
Sloan és una població dels Estats Units a l'estat d'Iowa. Segons el cens del 2000 tenia 1.032 habitants.

## Demografia
Segons el cens del 2000, Sloan tenia 1.032 habitants, 427 habitatges, i 284 famílies. La densitat de població era de 847,8 habitants/km².
Dels 427 habitatges en un 35,4% hi vivien nens de menys de 18 anys, en un 54,8% hi vivien parelles casades, en un 8,4% dones solteres, i en un 33,3% no eren unitats familiars. En el 31,4% dels habitatges hi vivien persones soles el 17,1% de les quals corresponia a persones de 65 anys o més que vivien soles. El nombre mitjà de persones vivint en cada habitatge era de 2,42 i el nombre mitjà de persones que vivien en cada família era de 3,04.
Per edats la població es repartia de la següent manera: un 28,1% tenia menys de 18 anys, un 6,5% entre 18 i 24, un 26,1% entre 25 i 44, un 23,4% de 45 a 60 i un 16% 65 anys o més.
L'edat mediana era de 38 anys. Per cada 100 dones de 18 o més anys hi havia 81,9 homes.
La renda mediana per habitatge era de 38.026 $ i la renda mediana per família de 50.667 $. Els homes tenien una renda mediana de 33.393 $ mentre que les dones 23.068 $. La renda per capita de la població era de 17.310 $. Entorn del 4% de les famílies i el 6,6% de la població estaven per davall del llindar de pobresa.

## Poblacions més properes
El següent diagrama mostra les poblacions més properes.